# رودخانه رامنا
رودخانه رامنا (به لاتین: Ramena River) یک رود در ماداگاسکار است که در ماداگاسکار واقع شده‌است.